# Ruškovica
Ruškovica (1900-ig „Hruškovica”) falu Horvátországban, Sziszek-Monoszló megyében. Közigazgatásilag Velika Ludinához tartozik.

## Fekvése
Sziszek városától légvonalban 27, közúton 39 km-re északkeletre, községközpontjától 7 km-re északkeletre, a Monoszlói-hegység lejtőin, Katoličko Selišće és Grabričina között fekszik.

## Története
A község falvaihoz hasonlóan fejlődése a 18. század második felében, Mária Terézia uralkodása idején gyorsult fel. 1773-ban az első katonai felmérés térképén „Dorf Hruskovicza” alakban szerepel. A 19. század elején rövid ideig francia uralom alá került, majd ismét a Habsburg Birodalom része lett.
A falunak 1857-ben 70, 1910-ben 125 lakosa volt. Belovár-Kőrös vármegye Krizsi, majd Kutenyai járásához tartozott. 1918-ban az új szerb-horvát-szlovén állam, majd később Jugoszlávia része lett. A II. világháború idején a Független Horvát Állam része volt. A háború után a béke időszaka köszöntött a településre, enyhült a szegénység és sok ember talált munkát a közeli városokban. A falu 1991. június 25-én a független Horvátország része lett. 1993-ban Sziszek-Monoszló megyén belül megalakult Velika Ludina község, melyhez a falu is tartozik. A lakosság fogyásának oka elsősorban a gazdasági fejlődés feltételeinek a hiánya. A településnek 2011-ben 56 lakosa volt.

## Népesség
| Lakosság változása | Lakosság változása | Lakosság változása | Lakosság változása | Lakosság változása | Lakosság változása | Lakosság változása | Lakosság változása | Lakosság változása | Lakosság változása | Lakosság változása | Lakosság változása | Lakosság változása | Lakosság változása | Lakosság változása | Lakosság változása |
| ------------------ | ------------------ | ------------------ | ------------------ | ------------------ | ------------------ | ------------------ | ------------------ | ------------------ | ------------------ | ------------------ | ------------------ | ------------------ | ------------------ | ------------------ | ------------------ |
| 1857               | 1869               | 1880               | 1890               | 1900               | 1910               | 1921               | 1931               | 1948               | 1953               | 1961               | 1971               | 1981               | 1991               | 2001               | 2011               |
| 70                 | 68                 | 77                 | 99                 | 107                | 125                | 160                | 171                | 174                | 154                | 157                | 121                | 90                 | 69                 | 62                 | 56                 |

## Kultúra
A faluban közösségi ház működik.

## Nevezetességei
Ünővár középkori várának romjai.